# 中村大輔 (バスケットボール)
中村 大輔（なかむら だいすけ、1989年〈平成元年〉3月7日 - ）は、兵庫県神戸市西区出身のプロバスケットボール選手（フォワード）。現在は神戸市で中学教諭を務める傍ら、3x3.EXE PREMIERのEPIC.EXEにGM兼選手として所属している。

## 来歴
神戸市立竹の台小学校から神戸市立西神中学校、神戸市立神戸西高等学校を経て鹿屋体育大学に入学。卒業後、2011年に兵庫ストークスに入団。

2014年アースフレンズ東京Zに移籍。
神戸市の中学校で体育科の教師として働いている。